# Castelo Klinglin

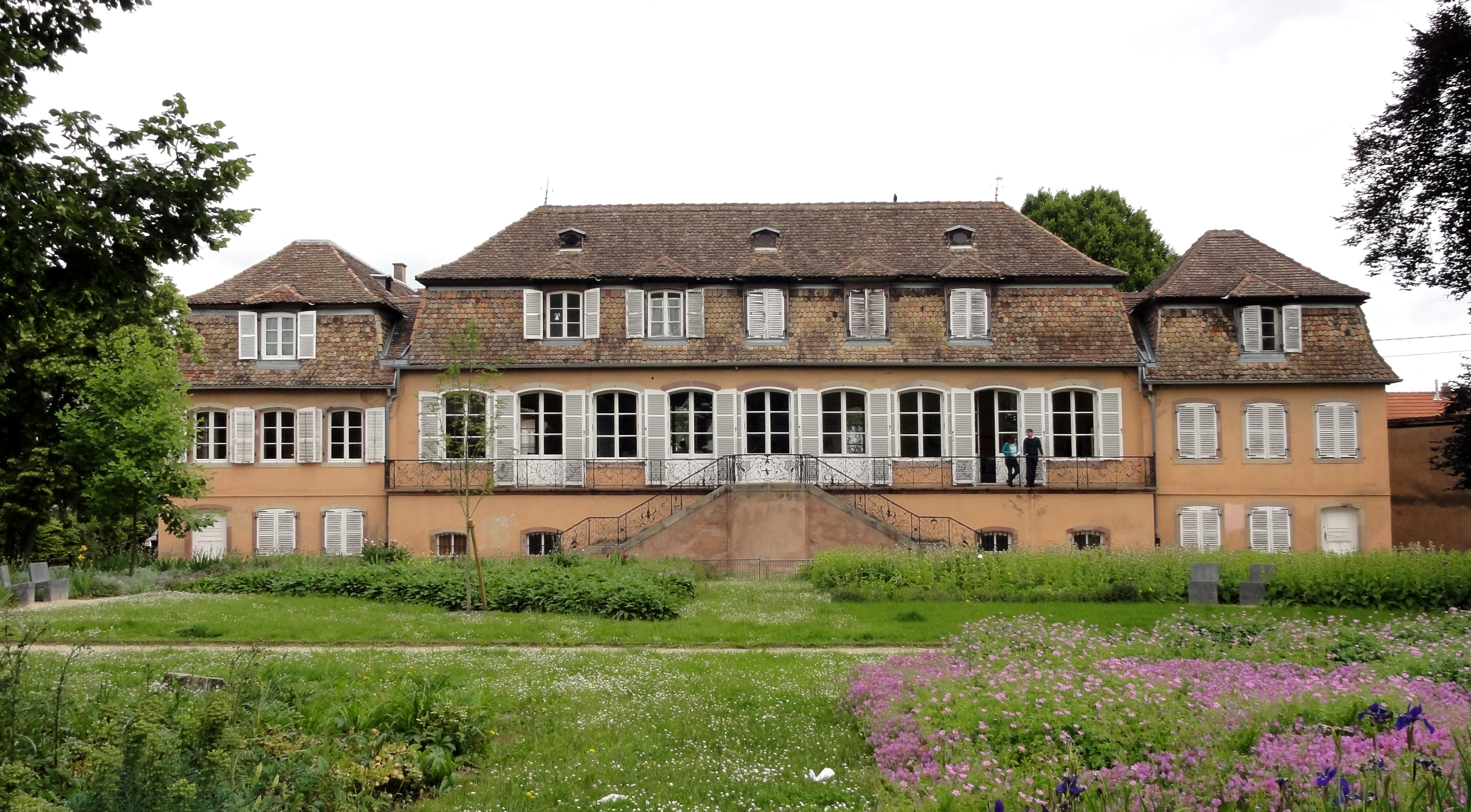
Antigo castelo Klinglin ou Illhaeusern

Château Klinglin é um château na comuna de Illkirch-Graffenstaden, no departamento de Bas-Rhin, Alsácia, França. Construído em 1735, foi classificado como um Monument historique em 1970.